# Ricordati/Paola
Ricordati/Paola è un 45 giri del cantante pop italiano Riccardo Fogli, pubblicato nel 1977.
Entrambi i brani sono estratti dall'album Il sole, l'aria, la luce, il cielo.